# Řád republiky (Tunisko)
Řád republiky (arabsky: وسام الجمهورية) nebo také Řád republiky Tunisko je státní vyznamenání Tuniské republiky. Byl založen v roce 1959 a spolu s Řádem nezávislosti patří k nejvyšším tuniským vyznamenáním. Řád republiky je udílen za významné civilní či vojenské zásluhy při vzniku Tuniské republiky a za zásluhy o rozvoj státu. Obvykle je udílen v nižší třídě s možností povýšení do vyšších tříd. Velmistrem řádu je tuniský prezident.

## Historie a pravidla udílení
Řád byl založen prezidentem Habíbem Burgibou dne 16. března 1959 zákonem č. 59-33 na památku vyhlášení první ústavy Tuniské republiky. Vznik ústavy byl jedním z procesů, který postupně vedl k zisku nezávislosti státu na francouzské koloniální vládě. Zákonem č. 63-27 ze dne 29. července 1963 byl výrazně změněn vzhled řádových insignií. Vyznamenání je udíleno doživotně a není dědičné. Podle zákona se řád udílí od nejnižší třídy, avšak tato posloupnost nemusí být ve výjimečných případech dodržena.

## Insignie

### Před rokem 1963
Původní řádový odznak měl tvar bíle smaltované pěticípé hvězdy s malými zlatými trojúhelníkovými hroty mezi paprsky se základnou z červeného smaltu. Uprostřed hvězdy byl zlatý medailon s vyobrazením Habíba Burgiby, který se stal v roce 1957 tuniským prezidentem poté, co byla svržena monarchie. V prezidentské funkci pak zůstal až do roku 1987. Tento medailon je orámován bíle smaltovaným kruhem se zlatým nápisem arabským písmem znamenajícím Řád republiky. Odznak je na stuze zavěšen na jednoduchém kroužku.
Řádová hvězda měla tvar pěticípé hvězdy položené na zlatých paprscích symbolizujících slunce.
Stuha byla bílá se širokými žlutými pruhy na okrajích, uprostřed nichž byly dva tenké červené pruhy. V případě nejvyšší třídy byla šířka stuhy 105 mm.

### Po roce 1963
Řádový odznak má tvar pěticípé hvězdy s velkým kulatým středovým medailonem. Jednotlivé cípy ve tvaru pětiúhelníků jsou zeleně smaltované s červeným lemováním. Jednotlivá ramena jsou spojena dekorací na níž leží vždy tři šípy. Středový medailon je zeleně smaltovaný a je v něm umístěn stříbrný státní znak Tuniska. Tento medailon je orámován červeně smaltovaným kruhem se zlatým nápisem arabským písmem znamenajícím Tuniská republika. Zadní strana je hladká. U všech tříd má řádový odznak stejnou podobu, liší se pouze velikostí a designem stuh. Odznak je na stuze zavěšen na jednoduchém kroužku.
Řádová hvězda má stejnou podobu jako odznak, je však oproti němu větší.
Stuha je světle zelená se dvěma červenými tenkými pruhy na obou stranách. V případě nejvyšší třídy je šířka stuhy u mužů 105 mm a u dam 80 mm.

## Třídy
Řád je udílen v pěti řádných třídách:
- nejvyšší třída – Řádový odznak o průměru 80 mm u mužů a 65 mm u žen se nosí na široké stuze spadající z pravého ramene na protilehlý bok.
- I. třída – Řádový odznak se nosí napravo na hrudi.
- II. třída – Řádový odznak o průměru 65 mm se nosí na stuze kolem krku.
- III. třída – Řádový odznak o průměru 50 mm se nosí na stužce s rozetou nalevo na hrudi.
- IV. třída – Řádový odznak se nosí na stužce nalevo na hrudi.